# Carlos Lanauze
Carlos Lanauze Montalvo (Ponce, 24 giugno 1970) è un ex cestista portoricano.

## Carriera
Con Porto Rico ha disputato i Campionati americani del 1997.